# 畔柳芥舟
畔柳 芥舟（くろやなぎ かいしゅう、1871年7月4日（明治4年5月17日） - 1923年（大正12年）2月12日）は、日本の英語学者。

## 人物・来歴
山形県生まれ、本名・都太郎（くにたろう）。東京帝国大学英文科卒。1898年第一高等学校教授。戯号は牛涎子（ぎゅうせんし）。芥川龍之介、久米正雄らを教えた。

## 著書
- 『明治通俗和英節用集』宝文館 1904.1
- 『文談花談』畔柳都太郎(芥舟) 春陽堂 1907.7
- 『況後録』畔柳都太郎 1913
- 『公式応用英文解釈法』鍾美堂書店 1915
- 『英語上達法百話』実業之日本社 1917
- 『向陵より社会へ』芥舟畔柳都太郎 実業之日本社 1918
- 『世界に求むる詩観』博文館 1921.7

### 共編著
- 『邦語英文典』(帝国百科全書) 博文館 1898.10
- 『大英和辞典』市河三喜、畔柳都太郎、飯島広三郎 冨山房 1931

### 翻訳
- J.C.Nesfield『英文典語句慣用法』博文館 1897.5
- ツェザアレ・ロムブロゾオ『天才論』普及舎 1898.2